# Zadłużenie krajowe PRL
Zadłużenie krajowe (wewnętrzne) występujące w okresie Polskiej Rzeczypospolitej Ludowej, które wraz z zadłużeniem zagranicznym (zewnętrznym) tworzyło dług publiczny Polski do końca 1989 roku. Jego główne elementy to:
- nawis inflacyjny – nie zinstytucjonalizowany dług publiczny wobec posiadaczy biletów NBP z tytułu niedostarczenia towarów i usług po oficjalnych cenach. Zobowiązania państwa z tytułu nawisu inflacyjnego było redukowane poprzez cykliczne operacje cenowo-dochodowe (tzw. podatek inflacyjny) lub wymianę pieniędzy na odpowiednio niekorzystnych dla posiadaczy oszczędności warunkach. Część zobowiązań z tytułu nawisu inflacyjnego była odkładana w czasie poprzez system przedpłat na mieszkania czy samochody (np. w 1981 dzięki przedpłatom – osoby, które w kwietniu 1981 wpłaciły pełną cenę auta miały go otrzymać w ciągu 4 lat – zebrano w ciągu miesiąca ok. 70 mld zł tj. 1/4 gotówki znajdującej się w obiegu, przyjmując wpłaty na 1,6 mln samochodów). W PRL nawis inflacyjny występował w latach 50. oraz 1976-1989, a w I połowie lat 80. utrzymywał się na poziomie ok. 30% całkowitych zasobów pieniężnych ludności.
- wewnętrzny dług dewizowy, związany z operacjami dewizowymi realizowanymi przez państwo z wykorzystaniem legalnych oszczędności dewizowych ludności, zdeponowanych na bankowych kontach walutowych. Wartość tego zadłużenia pod koniec lat 80. można szacować na ok. 5,5 mld USD.
- dług związany z finansowaniem deficytów budżetowych, występujących od początku lat osiemdziesiątych. Tylko w latach 1982-1986 państwo zaciągnęło kredyty w NBP na kwotę 639 mld zł (przy PKB w 1982 = 4580 mld zł). W PRL dług ten był nieoprocentowany, nie posiadał określonego harmonogramu spłat i w praktyce nie był obsługiwany, nie było więc problemu kosztów jego obsługi, a dodatkowo-w miarę postępów inflacji – realna wartość kapitału zadłużenia redukowała się automatycznie o wskaźnik inflacji. W efekcie, pod koniec roku 1989, osiągnął poziom odpowiadający ok. 4,5% PKB.

Deficyt budżetowy Polski w latach 1980-1989 w % PKB (do 1982% DN):
| Rok     | 1980 | 1981 | 1982 | 1983 | 1984 | 1985 | 1986 | 1987 | 1988 | I-VI.1989 | 1989 |
| Deficyt | 1,3  | 5,8  | 1,7  | 1,8  | 2,2  | 1,5  | 1,1  | 1,8  | 0,2  | 12,0      | 4,3  |

Rocznik Statystyczny GUS 1986, G.W. Kołodko: Kwadratura pięciokąta. 1993
Część zobowiązań finansowych PRL spowodowała powiększenie oficjalnego długu publicznego Polski, powstałego po roku 1989. Chodzi o następujące pozycje:
- roszczenia 4 banków (NBP, Banku Handlowego w Warszawie SA, Banku Pekao SA i PKO BP) uznane w 1991, związane z rozliczeniami dotyczącymi operacji zagranicznych państwa w latach 80.; w ramach realizacji tych roszczeń wymienione banki otrzymały obligacje skarbowe nominowane w USD o wartości 5,453 mld USD,
- waloryzacja wkładów książeczek mieszkaniowych wniesionych przed 1990 r. : w latach 1991-2004 budżet wypłacił z tego tytułu 19,8 mld PLN (w cenach z 2004), a pozostało do wypłacenia jeszcze ok. 14 mld PLN,
- finansowanie do niezrealizowanych przedpłat samochodowych z 1981 – po 1989 budżet wypłacił ok. 2 mld PLN (w cenach z 2004),
- środki ZUS pożyczone z jego nadwyżki w 1987 na pokrycie deficytu budżetowego rządu Messnera,
- obligacje skarbowe przeznaczone na konwersję zobowiązań wobec związków zawodowych za majątek utracony w wyniku w prowadzenia stanu wojennego – wartość emisji 190,1 mln PLN.